# Дейвидсон (округ, Теннесси)
Округ Дейвидсон (англ. Davidson County) располагается в штате Теннесси, США. Официально образован в 1783 году. По состоянию на 2012 год, численность населения составляла 648 295 человек.

## География
По данным Бюро переписи США, общая площадь округа равняется 1362,341 км2, из которых 1300,181 км2 — суша, и 24,000 км2, или 4,530 % — это водоёмы.

## Население
По данным переписи населения 2000 года в округе проживает 569 891 житель в составе 237 405 домашних хозяйств и 138 169 семей. Плотность населения составляет 438,00 человек на км2. На территории округа насчитывается 252 977 жилых строений, при плотности застройки около 194,00-х строений на км2. Расовый состав населения: белые — 66,99 %, афроамериканцы — 25,92 %, коренные американцы (индейцы) — 0,29 %, азиаты — 2,33 %, жители тихоокеанских островов — 0,07 %, представители других рас — 2,42 %, представители двух или более рас — 1,97 %. Испаноязычные составляли 4,58 % населения независимо от расы.
В составе 237 405,00 % из общего числа домашних хозяйств проживают дети в возрасте до 18 лет, 18,00 % домашних хозяйств представляют собой супружеские пары, проживающие вместе, 39,90 % домашних хозяйств представляют собой одиноких женщин без супруга, 14,30 % домашних хозяйств не имеют отношения к семьям, 33,40 % домашних хозяйств состоят из одного человека, 8,20 % домашних хозяйств состоят из престарелых (65 лет и старше), проживающих в одиночестве. Средний размер домашнего хозяйства составляет 2,30 человека, и средний размер семьи 2,96 человека.
Возрастной состав округа: 22,20 % — моложе 18 лет, 11,60 % — от 18 до 24, 34,00 % — от 25 до 44, 21,10 % — от 45 до 64, и 21,10 % — от 65 и старше. Средний возраст жителя округа — 34 года. На каждые 100 женщин приходится 93,80 мужчин. На каждые 100 женщин старше 18 лет приходится 90,80 мужчин.
Средний доход на домохозяйство в округе составлял 39 797 USD, на семью — 49 317 USD. Среднестатистический заработок мужчины был 33 844 USD против 27 770 USD для женщины. Доход на душу населения составлял 23 069 USD. Около 10,00 % семей и 13,00 % общего населения находились ниже черты бедности, в том числе — 19,10 % молодежи (тех, кому ещё не исполнилось 18 лет) и 10,50 % тех, кому было уже больше 65 лет.